# فاوبان ستراسبورغ
نادي اتحاد بيروتس فاوبان ستراسبورغ الرياضي (بالفرنسية: Association Sportive Pierrots Vauban Strasbourg)‏ نادي كرة قدم فرنسي يقع مقره في مدينة ستراسبورغ في منطقة الألزاس ويلعب في دوري منطقة الألزاس الأول. تم تأسيس النادي في سنة 1921 .